# Японська айва пишна
Японська айва пишна, або хеномелес прегарний (Chaenomeles speciosa) — вид рослин роду японська айва родини трояндових.

## Назва
Рід рослин Chaenomeles називається біноменом японська айва, так само й по-англійськи (англ. Japanese quince).

## Будова
Японська айва пишна — міцний листопадний широкий кущ 3-5 м заввишки з густими гілками з шипами та овальними блискучими темнозеленими листками 4-9 см довжини. Будовою схожа на айву (Cydonia). Рослина примітна тим, що починає цвісти в кінці зими перш ніж з'являється листя. Яскраво-червоні чи малинові квіти з'являються групами по 2-4. Вони мають по 5 пелюсток, квітки 4,5 см в діаметрі. Запилюється бджолами. Плід жовтий та запашний, проте неїстівний.

## Поширення та середовище існування
Надає перевагу вологим, добре дренованим ґрунтам. Зростає у Східній Азії та Китаї, культивується по всьому світові.

## Практичне використання
Культивується як і більш популярний вид японська айва звичайна Chaenomeles japonica. Використовується для живоплотів. Цінується за її квіти. Існує кілька культурних сортів:
- 'Geisha Girl'
- 'Moorloosei'
- 'Crimson and Gold'
- 'Knap Hill Scarlet'
- 'Nicoline'
- 'Pink Lady'
- 'Kinshiden'
- 'Moerloosei'
- 'Falconnet Charlet'
- 'Nivalis'

## Галерея

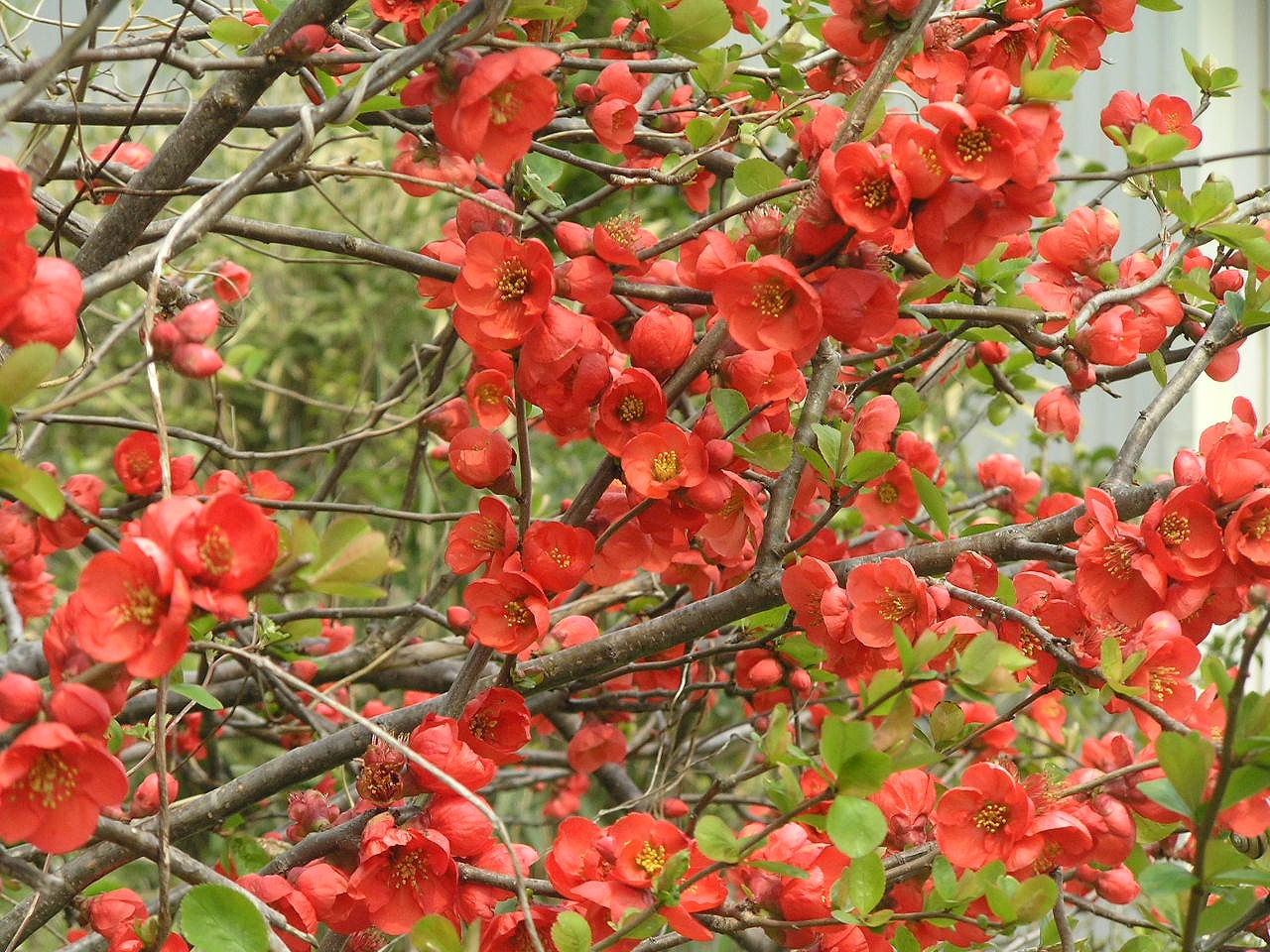
Квіти
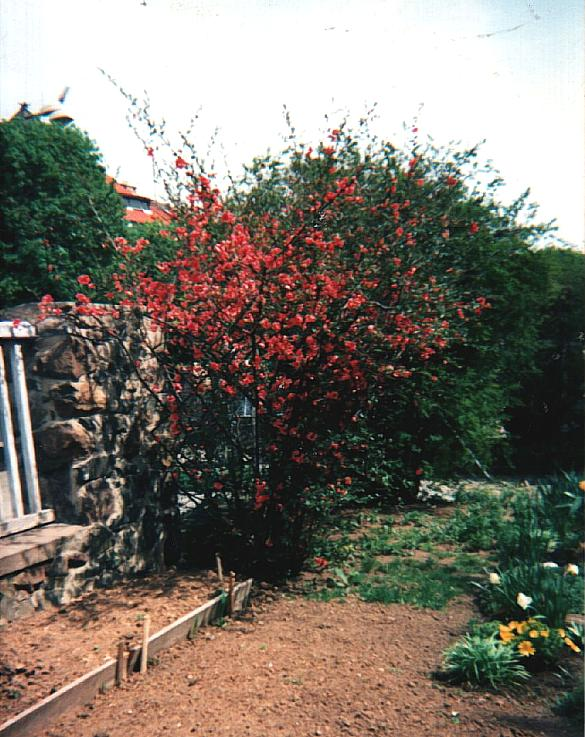
Зовнішній вигляд рослини
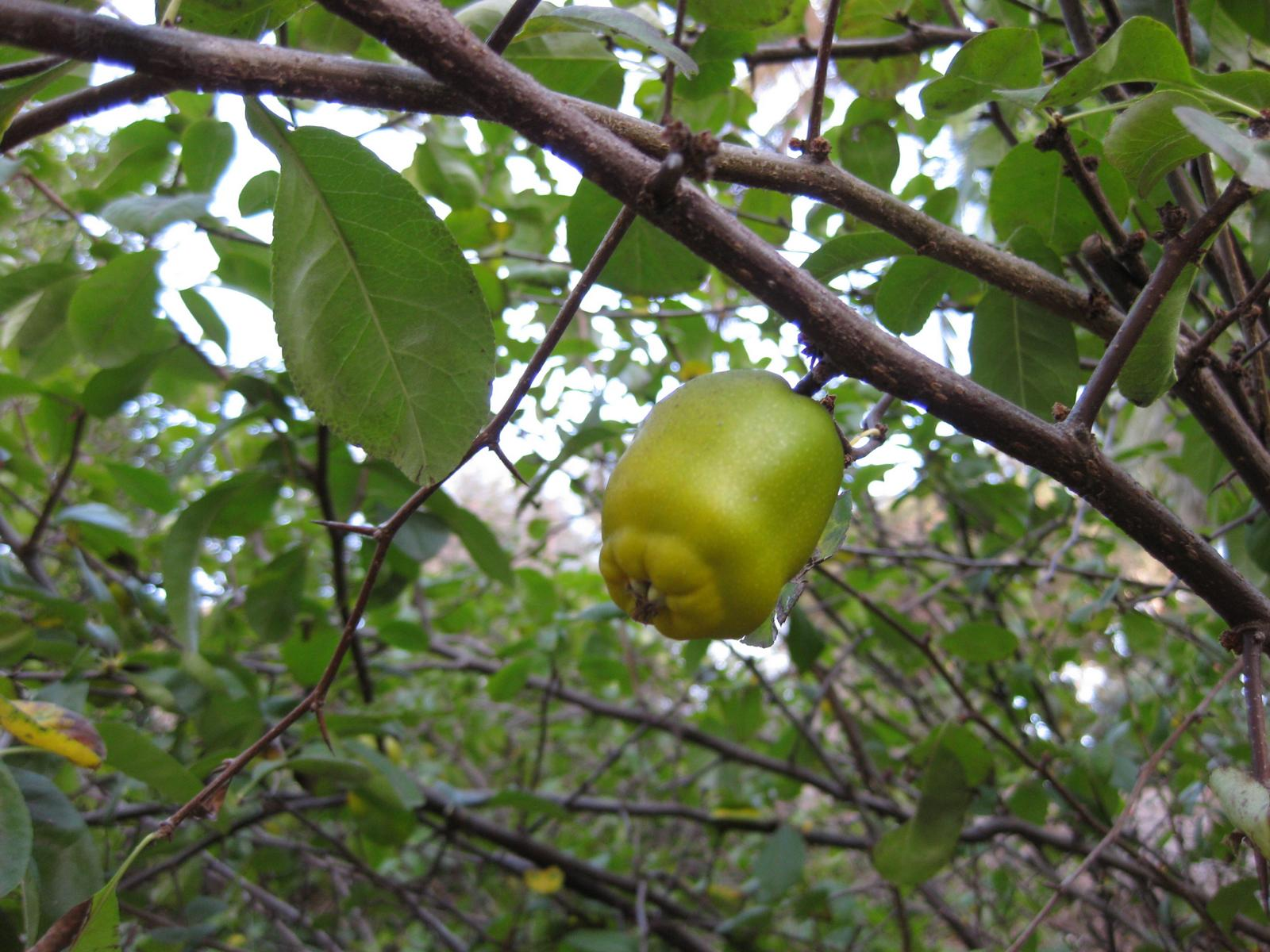
Плід
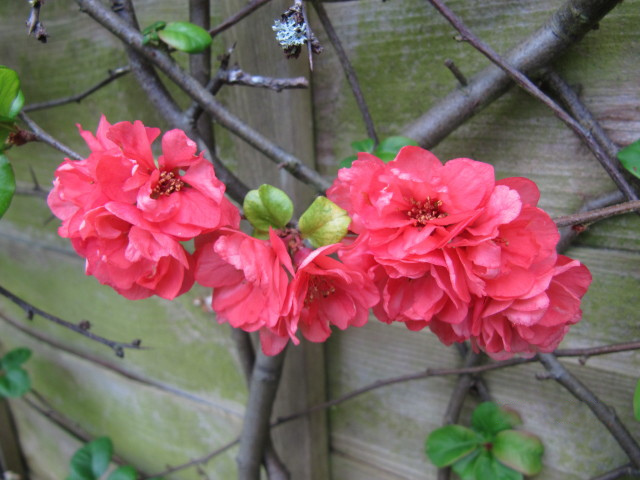
'Falconnet Charlet'
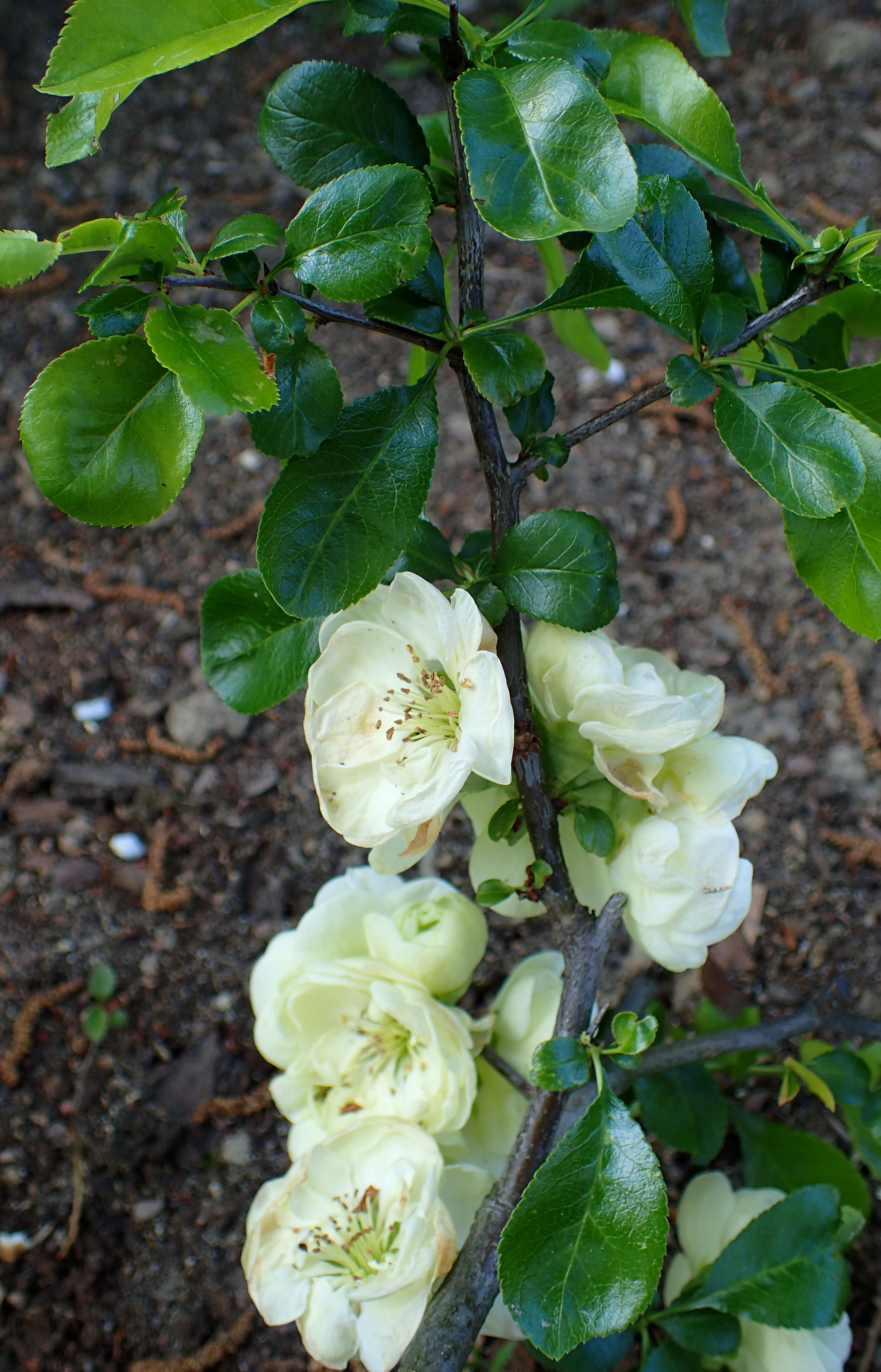
'Kinshiden'
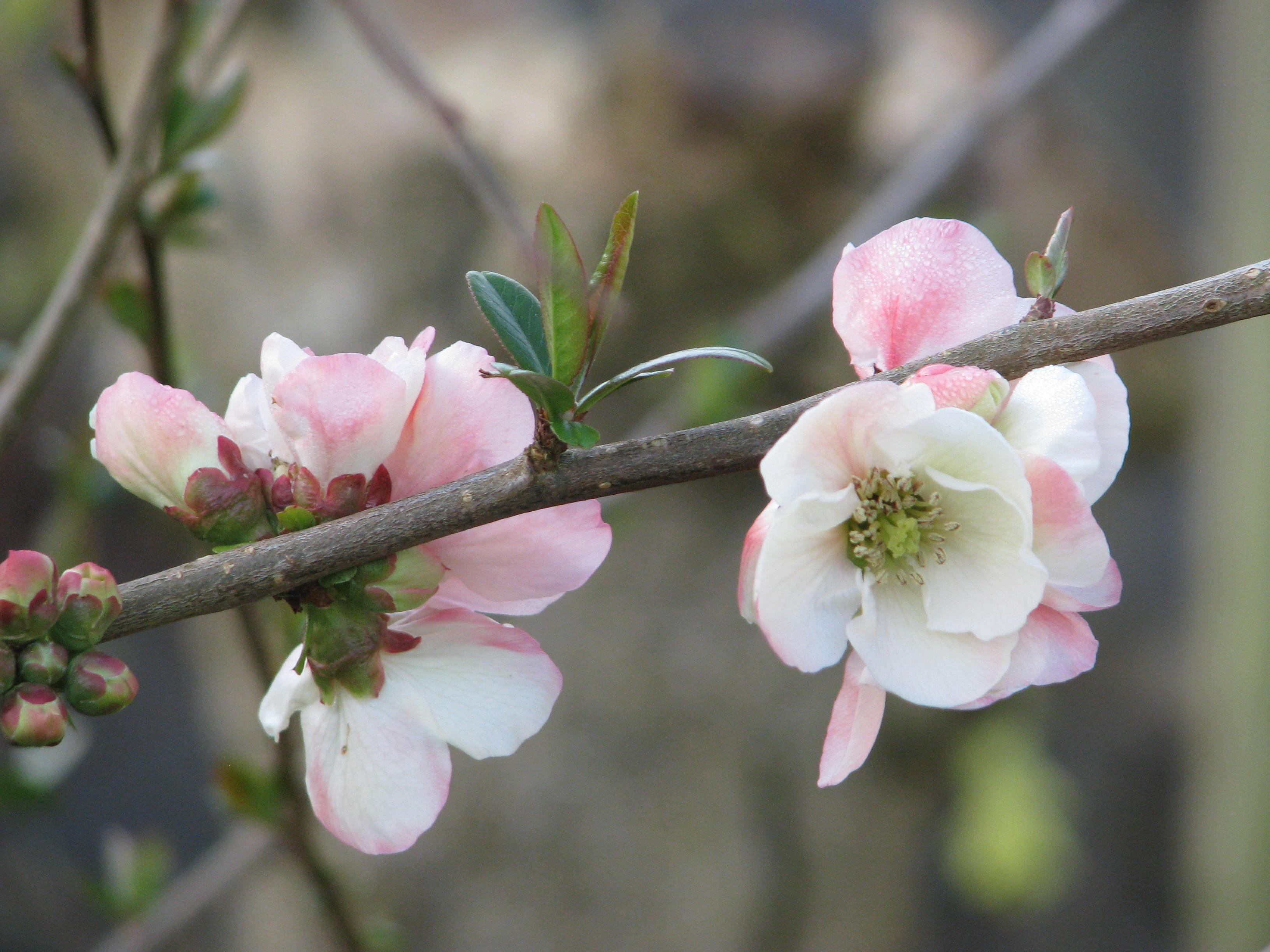
'Moerloosei'
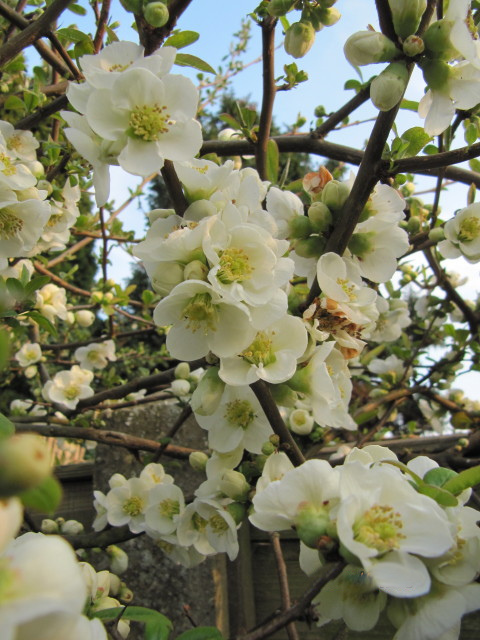
'Nivalis'